# Цзен Шу-О
Цзен Шу-О (кит.: 曾淑娥; нар. 6 вересня 1984, Гаосюн, Тайвань) — тайванська футболістка, півзахисниця. З 2002 по 2020 рік виступала за національну збірну Китайського Тайбею. У 2002 році визнавалася найціннішою гравчинею молодіжного жіночого чемпіонату Азії.

## Ранні роки
Народилася в окрузі Таоюн, повіт Гаосюн (тепер — частина міста Гаосюн) в родині гаошаньців, які належать до племені бунун.

## Клубна кар'єра
Футболом розпочала займатися у 12-річному віці. На відміну від більшості тайванських гравчинь, які після закінчення коледжу займаються викладанням або іншою кар'єрою, Цзен продовжувала шукати можливості грати за кордоном. У серпні 2008 року пройшла перегляд у «Кобе Тасакі Перуле» з Японської жіночої футбольної ліги, але перехід так і не відбувся, оскільки команду розформували. У березні 2009 року пройшла вдалий перегляд у «Фукуоці Джей Анклас» з Другого дивізіону японської Л-Ліги. Однак, оскільки клуб Фукуока не виплачує зарплату гравцям, вона відмовилася від виступів за команду через відсутність стабільної фінансової допомоги для проживання в Японії. До того ж не вдалося отримати робочу візу в Японії. У вересні разом зі співвітчизницею Лін Чюн-їнь приєдналася до «Канберри Юнайтед» з австралійської В-ліги. Дебютувала за «Канберру Юнайтед» 11 жовтня 2009 року у програному (1:2) поєдинку 1-го туру В-ліги проти «Сіднею». 17 жовтня відзначилася першим голом за команду, в нічийному (2:2) поєдинку 3-го туру проти «Перт Глорі». 24 жовтня 2009 року відзначилася двома голами (2:0) у переможному матчі проти «Мельбурн Вікторі». Другий гол був особливо яскравим, Цзен проскочила повз захисниць й обійшла воротаря, щоб забити. Під час виступів за «Канберру Юнайтед» виділялася своїм яскравим фіолетовим волоссям.
З 2010 по 2012 рік виступала в Австралії, Сполучених Штатах і Канаді за «Колорадо Репідс», «Ванкувер Вайткепс», «Спокан Саншайн» та інші команди.
20 вересня 2012 року підписала контракт з «Сент-Етьєном».
У лютому 2014 року приєдналася до австрійського «Нойленгбаха». 23 березня вона вийшла в стартовому складі нового клубу в поєдинку жіночої Ліги чемпіонів проти шведського «Тіресу» й відзначилася голом, завдяки чому стала першою тайванською футболісткою, яка відзначалася голом в найпрестижнішому клубному жіночому турнірі в Європі.
У вересні 2014 року повернулася на Тайвань, щоб приєднатися до жіночої футбольної команди «Тайчун Блу Вейл», за який 5 жовтня зіграла свій перший матч. У сезоні 2015 року він перейшов до «Хсіньчу», а незабаром після цього приєдналася до ісландського клубу «Фількір», за який грав з травня по серпень того ж року. У вересні 2015 року відправилася на перегляд до французького «АСПТТ Альбі», за результатом якого уклала 1-річний договір.
У серпні 2016 року приєдналася до представника Сербської жіночої футбольної суперліги «Спартак» (Суботиця) та допомогла команді виграти чемпіонат. Однак через заборгованість клубу по зарплаті у липні 2017 року перейшла до клубу китайської жіночої футбольної ліги «Хенань Ушань».
У березні 2019 року приєдналася до «Спліта» з Хорватської жіночої футбольної ліги.

## Голи за збірну
Рахунок та результат збірної Китайського Тайбею в таблиці вказано на першому місці.
| №  | Дата           | Місце                                            | Суперник                    | Рахунок | Результат | Змагання                                               |
| -- | -------------- | ------------------------------------------------ | --------------------------- | ------- | --------- | ------------------------------------------------------ |
| 1. | 5 липня 2007   | Головний стадіон LeoPalace Resort, Дзонья, Гуам  | Гонконг                     | 8–0     | 8–0       | Чемпіонат Східної Азії 2008                            |
| 2. | 22 серпня 2009 | Окружний стадіон Тайнаня, округ Тайнань, Тайвань | Гонконг                     | 6–0     | 8–1       | Чемпіонат Східної Азії 2010                            |
| 3. | 26 серпня 2009 | Окружний стадіон Тайнаня, округ Тайнань, Тайвань | Гуам                        | 1–0     | 10–0      | Чемпіонат Східної Азії 2010                            |
| 4. | 26 серпня 2009 | Окружний стадіон Тайнаня, округ Тайнань, Тайвань | Гуам                        | 2–0     | 10–0      | Чемпіонат Східної Азії 2010                            |
| 5. | 28 серпня 2009 | Окружний стадіон Тайнаня, округ Тайнань, Тайвань | Північні Маріанські Острови | 4–0     | 17–0      | Чемпіонат Східної Азії 2010                            |
| 6. | 28 серпня 2009 | Окружний стадіон Тайнаня, округ Тайнань, Тайвань | Північні Маріанські Острови | 6–0     | 17–0      | Чемпіонат Східної Азії 2010                            |
| 7. | 9 квітня 2019  | Гранд Хамад, Доха, Катар                         | Іран                        | 3–0     | 4–1       | кваліфікація до олімпійського футбольного турніру 2020 |